# Scottish League Cup 2007/08
De Scottish League Cup 2007–08 was de 61ste editie van de tweede prestigieuze toernooi in Schotland, ook wel bekend als de CIS Insurance Cup om sponsorreden. Het toernooi werd gewonnen door Glasgow Rangers

## Eerste ronde
|                 |                                                |       |                  |                                                                               |
| 7 augustus 2007 | Berwick Rangers                                | 3-1   | Stenhousemuir FC | Shielfield Park, Berwick-upon-Tweed Toeschouwers: 346 Scheidsrechter: C Brown |
| 7 augustus 2007 | Gemmill 15' (pen) Bolochoweckyj 105' Wood 111' | [ 1 ] | Lyle 90'         | Shielfield Park, Berwick-upon-Tweed Toeschouwers: 346 Scheidsrechter: C Brown |

|                 |              |       |                 |                                                                  |
| 7 augustus 2007 | Brechin City | 0-1   | Stirling Albion | Glebe Park, Brechin Toeschouwers: 403 Scheidsrechter: A Freeland |
| 7 augustus 2007 |              | [ 2 ] | McKenna 31'     | Glebe Park, Brechin Toeschouwers: 403 Scheidsrechter: A Freeland |

|                 |          |       |                              |                                                                           |
| 7 augustus 2007 | Clyde FC | 0-3   | Raith Rovers                 | Broadwood Stadium, Cumbernauld Toeschouwers: 892 Scheidsrechter: B Winter |
| 7 augustus 2007 |          | [ 3 ] | Tod 21' Carcary 70' Weir 80' | Broadwood Stadium, Cumbernauld Toeschouwers: 892 Scheidsrechter: B Winter |

|                 |                                    |       |              |                                                                       |
| 7 augustus 2007 | Cowdenbeath FC                     | 2-0   | Dumbarton FC | Central Park, Cowdenbeath Toeschouwers: 322 Scheidsrechter: M Tumilty |
| 7 augustus 2007 | Clarke 69' Dalziel 77' McBride 84' | [ 4 ] | Nugent 82'   | Central Park, Cowdenbeath Toeschouwers: 322 Scheidsrechter: M Tumilty |

|                 |                        |       |                    |                                                               |
| 7 augustus 2007 | Dundee FC              | 2-0   | Greenock Morton FC | Dens Park, Dundee Toeschouwers: 2,942 Scheidsrechter: E Smith |
| 7 augustus 2007 | Zemlik 47' Swankie 52' | [ 5 ] |                    | Dens Park, Dundee Toeschouwers: 2,942 Scheidsrechter: E Smith |

|                 |                 |       |              |                                                                     |
| 7 augustus 2007 | Forfar Athletic | 0-1   | Peterhead FC | Station Park, Forfar Toeschouwers: 388 Scheidsrechter: C Charleston |
| 7 augustus 2007 |                 | [ 6 ] | Istead 15'   | Station Park, Forfar Toeschouwers: 388 Scheidsrechter: C Charleston |

|                 |                        |       |                                 |                                                                      |
| 7 augustus 2007 | Hamilton Academical    | 2-1   | East Stirlingshire              | New Douglas Park, Hamilton Toeschouwers: 554 Scheidsrechter: C Boyle |
| 7 augustus 2007 | Offiong 30' McLeod 76' | [ 7 ] | McBride 57' (pen) Struthers 86' | New Douglas Park, Hamilton Toeschouwers: 554 Scheidsrechter: C Boyle |

|                 |                                                                |       |            |                                                                       |
| 7 augustus 2007 | Livingston FC                                                  | 5-0   | Ayr United | City Stadium, Livingston Toeschouwers: 1,300 Scheidsrechter: W Collum |
| 7 augustus 2007 | Craig 3' Snodgrass 36' MacKay 39', 83' (pen) Lowing 75' (e.d.) | [ 8 ] |            | City Stadium, Livingston Toeschouwers: 1,300 Scheidsrechter: W Collum |

|                 |                         |       |                |                                                                      |
| 7 augustus 2007 | Queen's Park FC         | 2-1   | Alloa Athletic | Hampden Park, Glasgow Toeschouwers: 429 Scheidsrechter: J McKendrick |
| 7 augustus 2007 | Canning 26' Trouten 40' | [ 9 ] | Mackie 65'     | Hampden Park, Glasgow Toeschouwers: 429 Scheidsrechter: J McKendrick |

|                 |                              |        |                  |                                                                      |
| 7 augustus 2007 | Ross County FC               | 3-1    | Elgin City FC    | Victoria Park, Dingwall Toeschouwers: 1,100 Scheidsrechter: D Somers |
| 7 augustus 2007 | Dowie 23' Barrowman 72', 90' | [ 10 ] | Charlesworth 44' | Victoria Park, Dingwall Toeschouwers: 1,100 Scheidsrechter: D Somers |

|                 |                                     |        |                         |                                                                      |
| 8 augustus 2007 | Arbroath FC                         | 4-2    | Albion Rovers           | Gayfield Park, Arbroath Toeschouwers: 525 Scheidsrechter: S Nicholls |
| 8 augustus 2007 | Brazil 1', 6' Scott 20' Sellars 22' | [ 11 ] | Hunter 80' Chisholm 88' | Gayfield Park, Arbroath Toeschouwers: 525 Scheidsrechter: S Nicholls |

|                 |              |        |                    |                                                                      |
| 8 augustus 2007 | East Fife    | 1-0    | Queen of the South | Bayview Stadium, Methil Toeschouwers: 693 Scheidsrechter: S O'Reilly |
| 8 augustus 2007 | McDonald 63' | [ 12 ] | Harris 56'         | Bayview Stadium, Methil Toeschouwers: 693 Scheidsrechter: S O'Reilly |

|                 |                        |        |                |                                                                         |
| 8 augustus 2007 | Partick Thistle        | 2-1    | Airdrie United | Firhill Stadium, Glasgow Toeschouwers: 2,125 Scheidsrechter: C Richmond |
| 8 augustus 2007 | Harkins 14' Murray 88' | [ 13 ] | McKenna 61'    | Firhill Stadium, Glasgow Toeschouwers: 2,125 Scheidsrechter: C Richmond |

|                 |              |        |                                  |                                                               |
| 8 augustus 2007 | Stranraer FC | 1-2    | Montrose FC                      | Links Park, Montrose Toeschouwers: 280 Scheidsrechter: A Muir |
| 8 augustus 2007 | Keogh 54'    | [ 14 ] | Stein 17' Gibson 34' Thomson 90' | Links Park, Montrose Toeschouwers: 280 Scheidsrechter: A Muir |

## Tweede ronde
|                  |                            |        |                           |                                                                           |
| 28 augustus 2007 | Berwick Rangers            | 2-3    | Hamilton Academical       | Shielfield, Berwick-upon-Tweed Toeschouwers: 402 Scheidsrechter: D Somers |
| 28 augustus 2007 | Diack 31' Parratt 65' (og) | [ 15 ] | Winters 15' Wake 55', 75' | Shielfield, Berwick-upon-Tweed Toeschouwers: 402 Scheidsrechter: D Somers |

|                  |                              |                 |                       |                                                                |
| 28 augustus 2007 | Dundee FC                    | 2-2 nv (6-5 ns) | Livingston FC         | Dens Park, Dundee Toeschouwers: 2,355 Scheidsrechter: C MacKay |
| 28 augustus 2007 | Robertson 33' Lyle 86' (pen) | [ 16 ]          | Mitchell 8' Craig 49' | Dens Park, Dundee Toeschouwers: 2,355 Scheidsrechter: C MacKay |

|                  |                                   |        |                |                                                                 |
| 28 augustus 2007 | Gretna FC                         | 3-1    | Cowdenbeath FC | Fir Park, Motherwell Toeschouwers: 342 Scheidsrechter: B Winter |
| 28 augustus 2007 | Barr 52' Yantorno 85' Jenkins 88' | [ 17 ] | O'Neil 13'     | Fir Park, Motherwell Toeschouwers: 342 Scheidsrechter: B Winter |

|                  |                              |        |             |                                                                            |
| 28 augustus 2007 | Inverness Caledonian Thistle | 3-1    | Arbroath FC | Caledonian Stadium, Inverness Toeschouwers: 1,246 Scheidsrechter: S Finnie |
| 28 augustus 2007 | Niculae 34', 74' Wyness 64'  | [ 18 ] | Scott 71'   | Caledonian Stadium, Inverness Toeschouwers: 1,246 Scheidsrechter: S Finnie |

|                  |             |        |                        |                                                                   |
| 28 augustus 2007 | Montrose FC | 1-2    | Falkirk FC             | Links Park, Montrose Toeschouwers: 642 Scheidsrechter: A Freeland |
| 28 augustus 2007 | Wood 83'    | [ 19 ] | Higdon 17' Thomson 60' | Links Park, Montrose Toeschouwers: 642 Scheidsrechter: A Freeland |

|                  |              |        |                                  |                                                                  |
| 28 augustus 2007 | Peterhead FC | 0-3    | Kilmarnock FC                    | Balmoor, Peterhead Toeschouwers: 1,118 Scheidsrechter: M Tumilty |
| 28 augustus 2007 |              | [ 20 ] | Nish 30' Wright 48' Naismith 55' | Balmoor, Peterhead Toeschouwers: 1,118 Scheidsrechter: M Tumilty |

|                  |                 |        |                         |                                                                   |
| 28 augustus 2007 | Queen's Park FC | 1-2    | Hibernian FC            | Hampden Park, Glasgow Toeschouwers: 2,343 Scheidsrechter: E Smith |
| 28 augustus 2007 | Dunlop 62'      | [ 21 ] | Morais 56' Fletcher 58' | Hampden Park, Glasgow Toeschouwers: 2,343 Scheidsrechter: E Smith |

|                  |                 |                 |              |                                                                |
| 28 augustus 2007 | Partick Thistle | 0-0 nv (5-4 ns) | St Johnstone | Firhill, Glasgow Toeschouwers: 1,765 Scheidsrechter: M McCurry |
| 28 augustus 2007 | [ 22 ]          |                 |              | Firhill, Glasgow Toeschouwers: 1,765 Scheidsrechter: M McCurry |

|                  |                 |        |                             |                                                                             |
| 28 augustus 2007 | Stirling Albion | 0-2    | Hearts                      | Forthbank Stadium, Stirling Toeschouwers: 2,059 Scheidsrechter: J Underhill |
| 28 augustus 2007 |                 | [ 23 ] | Ellis 39' (og) Kingston 53' | Forthbank Stadium, Stirling Toeschouwers: 2,059 Scheidsrechter: J Underhill |

|                  |           |        |              |                                                                      |
| 28 augustus 2007 | St Mirren | 0-1    | East Fife    | St Mirren Park, Paisley Toeschouwers: 1,782 Scheidsrechter: S Conroy |
| 28 augustus 2007 |           | [ 24 ] | O'Reilly 63' | St Mirren Park, Paisley Toeschouwers: 1,782 Scheidsrechter: S Conroy |

|                  |                                |        |              |                                                                    |
| 29 augustus 2007 | Dundee United                  | 2-1    | Ross County  | Tannadice Park, Dundee Toeschouwers: 3,114 Scheidsrechter: C Allan |
| 29 augustus 2007 | Hunt 65' (pen) J Robertson 88' | [ 25 ] | Barrowman 78 | Tannadice Park, Dundee Toeschouwers: 3,114 Scheidsrechter: C Allan |

|                  |                                     |        |              |                                                                   |
| 29 augustus 2007 | Motherwell FC                       | 3-1    | Raith Rovers | Fir Park, Motherwell Toeschouwers: 3,571 Scheidsrechter: W Collum |
| 29 augustus 2007 | McLean 45' McCormack 74' Porter 90' | [ 26 ] | Carcary 48'  | Fir Park, Motherwell Toeschouwers: 3,571 Scheidsrechter: W Collum |

## Derde ronde
|                   |              |        |                                         |                                                                |
| 26 september 2007 | Dundee FC    | 1 – 2  | Celtic FC                               | Dens Park, Dundee Toeschouwers: 8,203 Scheidsrechter: I Brines |
| 26 september 2007 | McDonald 71' | [ 27 ] | McDonald 27' Vennegoor of Hesselink 60' | Dens Park, Dundee Toeschouwers: 8,203 Scheidsrechter: I Brines |

|                   |              |        |                                         |                                                                         |
| 26 september 2007 | East Fife FC | 0 – 4  | Rangers                                 | East End Park, Dunfermline Toeschouwers: 7,413 Scheidsrechter: W Collum |
| 26 september 2007 |              | [ 28 ] | Novo 14' Boyd 35' 66' (pen) Cuéllar 54' | East End Park, Dunfermline Toeschouwers: 7,413 Scheidsrechter: W Collum |

|                   |            |        |               |                                                                        |
| 25 september 2007 | Falkirk FC | 0 – 1  | Dundee United | Falkirk Stadium, Falkirk Toeschouwers: 2,804 Scheidsrechter: C Thomson |
| 25 september 2007 |            | [ 29 ] | Wilkie 60'    | Falkirk Stadium, Falkirk Toeschouwers: 2,804 Scheidsrechter: C Thomson |

|                   |                           |        |               |                                                                         |
| 25 september 2007 | Hamilton Academical FC    | 2 – 0  | Kilmarnock FC | New Douglas Park, Hamilton Toeschouwers: 2,627 Scheidsrechter: K Clarke |
| 25 september 2007 | McCarthy 16' McArthur 37' | [ 30 ] |               | New Douglas Park, Hamilton Toeschouwers: 2,627 Scheidsrechter: K Clarke |

|                   |                                           |          |                      |                                                                          |
| 25 september 2007 | Hearts                                    | 4 – 1 nv | Dunfermline Athletic | Tynecastle Park, Edinburgh Toeschouwers: 10,500 Scheidsrechter: B Winter |
| 25 september 2007 | Nadé 34' (pen) Berra 97' Elliot 100' 102' | [ 31 ]   | Simmons 84'          | Tynecastle Park, Edinburgh Toeschouwers: 10,500 Scheidsrechter: B Winter |

|                   |                                  |        |                                                  |                                                                      |
| 26 september 2007 | Hibernian FC                     | 2 – 4  | Motherwell FC                                    | Easter Road, Edinburgh Toeschouwers: 7,000 Scheidsrechter: M Tumilty |
| 26 september 2007 | Donaldson 11' Antoine-Curier 85' | [ 32 ] | Clarkson 17' Lasley 20' McCormack 24' Porter 83' | Easter Road, Edinburgh Toeschouwers: 7,000 Scheidsrechter: M Tumilty |

|                   |                                 |        |           |                                                                              |
| 25 september 2007 | Inverness CT                    | 3 – 0  | Gretna FC | Caledonian Stadium, Inverness Toeschouwers: 1,717 Scheidsrechter: A Freeland |
| 25 september 2007 | Bayne 21' Wilson 67' Wyness 80' | [ 33 ] |           | Caledonian Stadium, Inverness Toeschouwers: 1,717 Scheidsrechter: A Freeland |

|                   |                    |        |                         |                                                               |
| 26 september 2007 | Partick Thistle FC | 0 – 2  | Aberdeen FC             | Firhill, Glasgow Toeschouwers: 3,337 Scheidsrechter: S Dougal |
| 26 september 2007 |                    | [ 34 ] | Young 42' Considine 64' | Firhill, Glasgow Toeschouwers: 3,337 Scheidsrechter: S Dougal |

## Kwartfinale
|                 |                                                                                          |        |                  |                                                                        |
| 31 oktober 2007 | Aberdeen FC                                                                              | 4 – 1  | Inverness CT     | Pittodrie, Aberdeen Toeschouwers: 7.270 Scheidsrechter: John Underhill |
| 31 oktober 2007 | Barry Nicholson 10' (pen.) Barry Nicholson 22' Barry Nicholson 78' (pen.) Lee Miller 45' | [ 35 ] | 68' Graham Bayne | Pittodrie, Aberdeen Toeschouwers: 7.270 Scheidsrechter: John Underhill |

|                 |           |        |                                         |                                                                       |
| 31 oktober 2007 | Celtic FC | 0 – 2  | Hearts                                  | Celtic Park, Glasgow Toeschouwers: 21.492 Scheidsrechter: Kenny Clark |
| 31 oktober 2007 |           | [ 36 ] | 77' Andrius Velicka 86' Andrius Velicka | Celtic Park, Glasgow Toeschouwers: 21.492 Scheidsrechter: Kenny Clark |

|                 |                                           |        |                            |                                                                         |
| 31 oktober 2007 | Dundee United                             | 3 – 1  | Hamilton Academical        | Tannadice Park, Dundee Toeschouwers: 4.567 Scheidsrechter: Mike McCurry |
| 31 oktober 2007 | Noel Hunt 10' Noel Hunt 77' Noel Hunt 85' | [ 37 ] | 79' (pen.) Richard Offiong | Tannadice Park, Dundee Toeschouwers: 4.567 Scheidsrechter: Mike McCurry |

|                 |                |        |                              |                                                                      |
| 31 oktober 2007 | Motherwell FC  | 1 – 2  | Rangers                      | Fir Park, Motherwell Toeschouwers: 9.283 Scheidsrechter: Iain Brines |
| 31 oktober 2007 | Paul Quinn 90' | [ 38 ] | 22' Nacho Novo 53' Kris Boyd | Fir Park, Motherwell Toeschouwers: 9.283 Scheidsrechter: Iain Brines |

## Halve finale
|                 |                                                |        |                     |                                                                            |
| 30 januari 2008 | Glasgow Rangers                                | 2 – 0  | Heart of Midlothian | Hampden Park, Glasgow Toeschouwers: 31.989 Scheidsrechter: Michael McCurry |
| 30 januari 2008 | Barry Ferguson 50' Jean-Claude Darcheville 69' | [ 39 ] |                     | Hampden Park, Glasgow Toeschouwers: 31.989 Scheidsrechter: Michael McCurry |

|                 |                                 |        |                                                                           |                                                                                  |
| 5 februari 2008 | Aberdeen                        | 1 – 4  | Dundee United                                                             | Tynecastle Stadium, Edinburgh Toeschouwers: 12.046 Scheidsrechter: Stuart Dougal |
| 5 februari 2008 | Andrew Considine 18' Lee Miller | [ 40 ] | 22' Darren Dods 59' Christian Kalvenes 65' Craig Conway 77' Morgaro Gomis | Tynecastle Stadium, Edinburgh Toeschouwers: 12.046 Scheidsrechter: Stuart Dougal |

## Finale
|                         |                                                                   |                           |                                                                               |                                                                        |
| 16 maart 2008 15:00 uur | Dundee United                                                     | 2 – 2 (a.e.t.)            | Rangers                                                                       | Hampden Park, Glasgow Toeschouwers: 50.019 Scheidsrechter: Kenny Clark |
| 16 maart 2008 15:00 uur | Noel Hunt 34' Mark de Vries 95'                                   | [ 41 ]                    | 86' Kris Boyd 113' Kris Boyd                                                  | Hampden Park, Glasgow Toeschouwers: 50.019 Scheidsrechter: Kenny Clark |
| 16 maart 2008 15:00 uur | Strafschoppen                                                     |                           |                                                                               | Hampden Park, Glasgow Toeschouwers: 50.019 Scheidsrechter: Kenny Clark |
| 16 maart 2008 15:00 uur | Willo Flood Craig Conway Mark de Vries David Robertson Lee Wilkie | 2 – 3 Dundee United begon | Jean-Claude Darcheville Steven Whittaker Steven Davis Lee McCulloch Kris Boyd | Hampden Park, Glasgow Toeschouwers: 50.019 Scheidsrechter: Kenny Clark |

1946/47 · 1947/48 · 1948/49 · 1949/50 · 1950/51 · 1951/52 · 1952/53 · 1953/54 · 1954/55 · 1955/56 · 1956/57 · 1957/58 · 1958/59 · 1959/60 · 1960/61 · 1961/62 · 1962/63 · 1963/64 · 1964/65 · 1965/66 · 1966/67 · 1967/68 · 1968/69 · 1969/70 · 1970/71 · 1971/72 · 1972/73 · 1973/74 · 1974/75 · 1975/76 · 1976/77 · 1977/78 · 1978/79 · 1979/80 · 1980/81 · 1981/82 · 1982/83 · 1983/84 · 1984/85 · 1985/86 · 1986/87 · 1987/88 · 1988/89 · 1989/90 · 1990/91 · 1991/92 · 1992/93 · 1993/94 · 1994/95 · 1995/96 · 1996/97 · 1997/98 · 1998/99 · 1999/00 · 2000/01 · 2001/02 · 2002/03 · 2003/04 · 2004/05 · 2005/06 · 2006/07 · 2007/08 · 2008/09 · 2009/10 · 2010/11 · 2011/12 · 2012/13 · 2013/14 · 2014/15 · 2015/16 · 2016/17 · 2017/18 · 2018/19 · 2019/20 · 2020/21 · 2021/22 · 2022/23